# Flowers of Sendai
Flowers of Sendai från 2014 är ett musikalbum med Jan Lundgren Trio. Sendai är en japansk stad som i september varje år arrangerar en stor jazzfestival, Jozenji Streetjazz Festival

## Låtlista
1. Parfait amour (Jan Lundgren) – 4:12
2. Melancolia (Georg Riedel) – 5:50
3. Flowers of Sendai (Jan Lundgren) – 5:08
4. Transcendence (Mattias Svensson) – 5:33
5. Waltz for Marion (Richard Galliano) – 4:44
6. Fellini” (Paulo Fresu) – 4:37
7. Alone for You (Jan Lundgren) – 4:47
8. Mulgrew (Mattias Svensson) – 5:17
9. Lush Life (Billy Strayhorn) – 5:40
10. Man in the Fog (Jan Lundgren) – 5:18

## Medverkande
- Jan Lundgren – piano
- Mattias Svensson – bas
- Zoltan Csörsz Jr – trummor

## Mottagande
Skivan fick ett gott mottagande när den kom ut med ett genomsnitt på 4,0/5 baserat på fem recensioner.